# Karen Clarke
Karen Clarke, född 7 oktober 1971, är en friidrottare från Kanada. Hon deltog vid olympiska sommarspelen 1992.